# Asota baumanniana
Asota baumanniana là một loài bướm đêm trong họ Erebidae.